# Фино, Алеманио
Алеманио Фино (?, Бергамо — 1586, Кремона) — итальянский историк.
Биографических сведений о его жизни практически нет: известны место его рождения и смерти, а также то, что в Кремоне он был магистратом.
Перу Фино принадлежат следующие сочинения: La Historia di Crema raccolta dagli annali dl Pietro Terni (Венеция, 1556, 4 выпуска); та же работа, но вновь переизданная, с критическим обоснованием и посвящением Франческо Цаве, включающее дополнение на латыни, озаглавленное Scelta di nomini usciti da Crema (Кремона, 1771, 8 выпусков); La Guerra d’Attila, flagello di Dio (Венеция, 1569, 12 выпусков); а также перевод с латыни на итальянский работы Description d’ile de Madère Джулио Ланди (Пиза, 1574, 8 выпусков). Впоследствии его работы переиздавались и изучались, ещё в XIX веке признавались ценными для изучения истории Кремоны.